# 리원암군
리원암군은 마천령지구, 두만강 상류, 압록강 하구 등에 분포하고 있는 하부원생대 관입암체이다.

## 개요
리원암군 관입암체들은 하부원생대 지향사 발달지역들인 마천령지구와 두만강 상류 그리고 압록강 하류지구에 분포하거나 하부 원생대층 안에 층상체와 주입물형태 혹은 관입암체로 나타나고 있다.
리원암군 관입암체들은 둘러싸고 있는 암체들과 정합적인 관계를 이루면서 심한 주입작용을 주었다. 때문에 관입암체들은 보통 불규칙한 모양이나 상대리관입암체만은 관입경계가 예리하게 나타나고 있다.

## 특징

### 마천령지구의 관입암체
마천령지구의 리원암체는 해방 이전에는 선고생대관입암으로 알려졌으며 1958년 1:20만 갑산,북청 지질도폭에서는 하부고생대화강암으로 정해졌으나 1960년 《조선의 지질》(조선의 지질 편집 위원회, 과학원 출판사)에서 하부원생대 리원암군으로 정해졌다.
마천령지구의 리원암군은 리원군, 단천시, 허천군, 김형권군 등지의 마천령계 지층 안에서 주로 층상의 주입암체를 이루고 있거나 독립적인 관입암체를 이루고 있으며 공간적으로 마천령계와 긴밀하게 연계되어 있다.
마천령계의 주입암체들은 흑운모화강암, 편마상화강암, 우백화강암으로 되어 있다. 이들은 성진통이나 남대천통의 편마암 및 결정편암 암에 층상주입체 또는 맥상체로 분포하며 마천령계와 정합적인 관계를 이룬다. 이들은 습곡작용을 받았다.

#### 차호관입암체
차호관입암체는 리원군 차호로동자구로부터 중명리와 다보리에 이르는 구간에 북서방향으로 늘어져있는 관입암체이다. 이는 1956년-1957년 축척 1:20만 북청도폭 조사시 하부고생대관입암체로, 《조선의 지질》(1960년)에서는 하부원생대로 설정하였다. 1967년에는 차호관입암체를 갈라 일부는 단천암군, 일부는 마천령계 성진통에 소속시켰으나 1972년 1:5만 리원 문암리 도폭 작성시 차호관입암체는 마천령계에만 있고 상부원생대인 직현통을 뚫지 못했으며 단천암군에 의해 관입되었다는 것에 의해 다시 하부원생대 리워암군으로 설정되었다.
관입암체는 성진통 편암의 편리를 따라 주입교대하여 혼성암을 이룬 맥으로 되어 있는데, 이 관입암체의 긴 축은 성진통 편암의 편리방향과 같다. 가장 큰 관입암체의 길이는 13.5 km, 너비는 3 km이다. 관입암체는 상부원생대 직현통에 의해 부정합으로 덮여있거나 구조적으로 접하며 단천암군 화강암에 의해 관입되고 있다. 관입암체와 둘러싸고 있는 배태암과의 경계는 뚜렷하지 못하고 불규칙하다.
관입암과 배태암의 관계는 배태암에서 관입암체쪽으로 가면서 혼성암, 편마상화강암, 덩이석리 우백화강암의 차례로 변하는데 관입암체 안에도 교대잔류물이 나타나 순서가 뒤섞이는 수가 있다. 혼성암은 층상혼성암이 주이나 수지상 혼성암도 나타난다. 관입암체를 이루는 암성은 주로 우백화강암이고 드물게 편마상화강암 및 거정암이 나타난다. 이 암석들은 한 위치에서도 입자의 크기와 조성이 제각각이다.

#### 후치령관입암체
후치령관입암체는 량강도와 함경남도의 경계인 후치령지구로부터 삼봉, 마산과 덕성광산 지구에 불규칙하게 분포하고 있다.
이 관입암체는 배태암을 자르거나 배태암의 구조와 정합적으로 나타나는 경우가 많다. 모양은 두께가 150 m , 때로는 수백 m 되는 층상 또는 맥상이다.
후치령관입암체는 성진통 편암들과 북대천통의 탄산염암 그리고 남대천통의 편암류를 관입하고 있으며 장과리통에 의해 부정합으로 덮여있다.
후치령관입암체는 세립흑운모 때로는 전기석을 포함하는 우백화강암이 주를 차지하고 있으며 드물게 섬록암이 있다. 이들은 점진적인 이행관계에 있다.

#### 희사봉관입암체
희사봉관입암체는 황수원강과 남대천 사이에 거의 동서방향으로 불규칙한 모양을 이루며 길게 분포하고 있다. 너비는 3-8 km, 길이는 40여 km이다.
마천령계의 남대천통 편암류를 관입하고 있으며 주라기 하세 장과리통과 주라기 상세 분출암에 의해 덮여있다.
관입암체 안에는 수십 cm에서 수 m 크기의 포로암들이 있는대 대부분 편암이나 규암이며 드물게 석회암이다.
포로암들과 관입암체의 배태암인 남대천통 편암은 곳에 따라 심하게 변성되어 있는데 이 변성작용은 관입암체의 남쪽 접촉부에서 심하다. 여기서는 주로 주입작용이 특징적이다.
주입대의 너비는 수십 m 로부터 수백 m, 때로는 1-2 km에 이르기도 한다. 주입물들은 우백화강암, 전기석질우백화강암, 거정암이다.
희사봉관입암체들의 구성암석은 생긴 단계에 따라 1상과 2상, 맥암상으로 나눌 수 있다. 1상에는 휘장암, 휘장섬록암, 화강섬록암이 속하며 이들은 관입암체의 북동부에 있는 홍군역에서 북쪽으로 1-5 km 떨어진 곳에 독립적인 암체로 드러나 있다. 2상에는 흑운모화강암, 흑운모각섬석화강암, 화강섬록암, 흑운모화강암 및 알래스카질 화강암이 속한다.

#### 룡양리관입암체
룡양리관입암체는 북대천의 왼쪽 유역에 남북방향으로 길게 늘어진 모양으로 나타는데 그 면정은 약 150 km2이다. 성진통과 북대천통을 관입해 올라왔으며 서쪽으로는 북대천통의 탄산염암과 단층으로 맞닿아있다.
룡양리관입암체의 동쪽에서 배태암은 심한 주입작용과 대리석화작용을 받았으며 일부 지역에서는 동화 및 혼염화 작용, 사문석화작용 및 규화작용도 받고 있다.
주입작용은 성진통 암석과 일부 북대천통의 탄산염암에서 나타나는데 주입물들은 석영장석질거정암, 전기석질거정암, 드물게 흑운모편마암, 흑운모각섬석편마암 및 각섬암들로 되어 있다.
주입맥의 두께는 2 cm로부터 10여 cm에서 변하는데 층리 또는 편리를 따라 주입된 것이 많다.
심한 변성작용의 결과에 의해 일부 대리암 안에서는 관입암체의 남쪽 또는 동쪽의 외부 접촉대에 작은 넓이의 섬록암, 석영섬록암, 화강섬록암 등의 혼염화된 암석이 생겼다.
한편 직경 수십 cm-수 m 에 이르는 포로암들이 있는데 이들은 흑운모편마암, 대리암 및 각섬암들로 역시 심하게 변성교대작용을 받고 있다.
룡양리관입암체는 흑운모화강암, 우백화강암, 흑운모각섬석화강암, 석영섬록암, 화강섬록암으로 되어 있다. 흑운모화강암은 중립-세립흑운모화강암과 편마상흑운모화강암으로 나뉘는데 전자는 관입암체의 가운데와 북쪽 주변부, 후자는 관입암체의 남서-서측 주변부에 있다. 우백화강암은 주로 관입암체의 남쪽-동쪽 주변부 및 외부대에 드러나있는 작은 위성관입체안에 있는데 전기석을 포함하는 경우가 흔하다.석영섬록암, 화강섬록암, 흑운모각섬석화강암은 관입암체의 남서쪽과 남동쪽 주변부들에 작은 넓이로 나타난다.

#### 상대리관입암체와 기타 관입암체
상대리관입암체는 량강도 삼수읍 북쪽 압록강변에 북서방향으로 길게 드러나있다. 관입암체는 너비 1-2.5 km, 길이 8 km이다.
상대리관입암체는 남쪽에서 시생대 반상변정흑운모화강암을 뚫고 있으며 서쪽에서는 백악기 압록강암군에 의해 관입되고 있다. 동쪽과 북쪽에서는 상부원생대 상원계에 의해 부정합으로 덮여있다. 이 사실과 관입암체의 절대연령이 13억 7100만년이라는 사실을 통해 상대리관입암체가 하부원생대임을 확인할 수 있다.
관입암체를 이루고 있는 암석들은 담홍색의 세립-중립 흑운모화강암이다. 이 외에 관입암체의 남쪽 경계부와 압록강 연안에서는 중립-조립 흑운모화강암과 우백색화강암도 나온다. 관입암체 안에는 세립흑운모편마암, 규암상편마암의 포로암이 있는데 일부 혼성암화되었다.
상대리관입체 외에도 리원암군의 기타 관입암체로는 서단천관입암체, 상농관입암체, 한수골관입암체, 허천관입암체, 은홍리관입암체, 신평리관입암체 등 작은 관입암체들이 있으며 이들은 마천령계의 편리 또는 층리를 따라 북서 또는 북북서방향으로 길게 늘어져있다.

### 두만강유역의 관입암체
두만강 유역의 리원암군 관입암들은 무산읍으로부터 풍산리 및 고성산 일대에 무질서하게 분포하고 있는데 그 면적은 20-30 km2이다.
축척 1:20만 회령도폭 조사시 무산관입체, 서풍산관입암체, 량현관입암체 등 400여 km2 넓이로 있는 관입암체들을 리원암군으로 하였다가 1:20만 지질도폭 출판시 남쪽인 고성산, 관모봉, 경성지구의 관입암체들도 하부원생대 리원암군으로 하였다. 이는 1:5만 무산, 창렬구 도폭을 조사할 때 리원암군이라고 한 화강암 가운데서 무산층군에 주입물로 들어온 화강암류들만 리원암군에 소속시키고 나머지는 두만강암군과 단천암군으로 소속시킴으로 수정되었다. 그 근거는 아래와 같다.
1. 하부원생대 무산층군 안에 맥상으로 들어가 혼성암을 만든 화강암들이 앞서 리원암군이라고 하였던 화강암들에 의해 잘리고 있다.
2. 무산철광 북부의 무산관입암체는 두만강암군과 리원암군을 뚫고 올라온 단천암군이다.
3. 리원암군 화강암들은 유색광물의 함량과 구조석리적 특징이 두만강암군화강암이나 단천암군화강암과 다르다.
4. 서풍산관입암체가 리원암군의 화강암력이 들어있는 상부고생대층을 뚫었다.
5. 청진시 북부의 수성천 상류로부터 고성산을 거쳐 관모봉과 경성, 어랑에 이르는 지구에 드러나 있는 관입암체들도 수성처단열대 동부에 있는 두만강암군과 암질이 비슷할 뿐 아니라 관모봉 동쪽 비탈의 민막골관입암체의 절대연령이 1억 9300만년이다.
이 자료들에 기초하여 무산층군과 정합적인 관계에 있는 화강암 주입물들만을 리원암군에 소속시키게 되었다.
두만강 유역의 리원암군들 개개의 특징은 아래와 같다.
무산광산과 무산읍 두리에서 리원암군 화강암들은 무산층군 암석과 공간적으로 같이 있거나 암석 안에 주입물로 들어가 있으면서 매우 불규칙한 테두리를 이루고 있다. 그러나 무산읍 북부의 리원암군은 암체의 테두리가 비교적 명확하다. 개별 암체들은 평면에서 둥근 모양이다. 이들은 무산층군 암석의 포로암을 포함하고 있는데 포로암들은 배태암층의 주향과 같은 북동방향으로 길쭉하게 늘어서 있다.
무산지구의 리원암군화강암들은 관입암체 두리의 배태암과 포로암에 주입작용을 주었다. 그리하여 관입암체 두리의 무산층군 편마암들은 층상주입혼성암과 층상주입교대혼성암을 이루고 있다. 혼성암에서의 주입물 폭은 0.1-0.5 m 이고 혼성암대의 폭은 수 m에서 수백 m이다.
암상은 휘장섬록암, 섬록암, 편마상흑운모화강암, 우백화강암으로 되어 있는데, 편마상흑운모화강암과 우백화강암이 많다.
휘장섬록암과 섬록암은 무산군 풍산리 소재지와 주초역 남부에 약 1 km2의 넓이로 있다. 이들은 똑똑하게 드러나는 경계 없이 점진적으로 넘어가는 관계에 있다. 편마상흑운모화강암은 무산광산 북부에 있고 우백화강암은 무산광산 두리와 그 남쪽에 많다.

### 압록강하구지역의 관입암체
낭림육괴의 북서쪽 변두리에 해당하는 압록강 하류지구는 북동-남서방향의 복배사구조를 이루는 하부원생대의 주층군과 이 지층안에 정합적으로 관입한 리원암군관입체들로 되어있다. 이 배사축과 같은 방향으로 압록강단열대가 잇달리고 있다.
의주지구일대에는 수진리배사축부를 따라 수진관입암체, 덕현-박괄골배사축부를 따라 덕현관입암체와 삼하관입암체, 서고리배사축부를 따라 영산관입암체가 드러나있다. 그리고 압록강하구에는 룡암포관입암체가 있으며 자강도 우시군 북상리에 북상관입암체와 초산군 룡상리에 룡상관입암체가 있다.

#### 수진관입암체
수진관입암체는 의주군 수진리를 중심으로 압록강 연안을 따라 북동-남서방향으로 늘어진 타워형으로 길이는 17 km, 너비는 1 km이다.
축척 1:20만 초산, 신의주, 창성 도폭조사에서 처음으로 이름이 붙었고 하부원생대 리원암군으로 보았다.
이 관입암체는 의주충군의 규질편암, 탄산염암들과 경계짓고 있으며 북쪽은 주라기 상세층은 신의주통에 의해 부정합으로 덮여있다.
수진관입암체의 주변에는 육홍색의 거정암과 회백색의 거정암이 무질서하게 있으며 관입암체안에는 연산암군의 휘장휘록암맥이 관입하고 있다.
관입암체는 배태암층의 주향과 같은 북동방향으로 길게 늘어져있으며 남동쪽으로 50-60˚로 비탈져있다.
관입암체에서는 각섬석 및 흑운모 등 유색광물의 배열에 의한 편마상석리가 나타나며 그 주향은 압록강단열대와 같은 북동방향이다. 의주읍과 수진리 일대에서 그 주향은 북동 60-80˚이며 경사는 남동 35-80˚이다.
관입암체 주변의 의주층군 편암들은 각섬암화되었고 탄산염암석들은 대리암화, 스카른화, 사문석화작용을 받았다. 일부 사문암은 석면화되어 있다.
관입암체에는 각섬암 및 흑운모편암의 포로암들이 들어있는데 각섬암은 심하게 녹니석화되어있다.
관입암체는 중립흑운모화강암, 복운모화강암, 우백화강암, 거정암 등으로 되어있다. 이 가운데서 흑운모화강암이 가장 넓게 드러나있고 우백화강암은 흑운모화강암의 주변상을 이룬다. 거정암은 내골, 성곡, 옥강 부근에서 맥상 또는 작은 암주체로 나타난다.

#### 덕현관입암체
덕현관입암체는 의주군 금강산을 중심으로 의주군 덕현로동자구, 대문리, 중단리, 금광리 일대에 드러나 있으며 북동-남서방향으로 늘어진 타원모양을 이루고 있다. 관입암체의 크기는 길이 8 km, 너비 6 km이다.
축척 1:20만 초산, 창성, 신의주 도폭을 조사할 때 처음으로 하부원생대 리원암군에 소속되었다.
이 관입암체는 배태암과 같이 동쪽으로 누은 층상암체이다. 관입체의 동쪽 변두리는 배태암쪽으로 15-40˚로 비탈져있고 서쪽변두리인 거수골에서도 동쪽으로 55-60˚, 철산골에서는 수직, 상당골어귀와 절골어귀에서는 동쪽으로 80-85˚로 비탈져있다. 그리고 관입암체의 남쪽변두리는 남서로 40-50˚, 북쪽변두리는 선광장을 중심으로 동쪽과 서쪽에서 다 같이 동쪽으로 비탈져있다.
관입암체 내부에는 총곡통 상체와 구터골통 상체가 있다.
관입암체는 의주층군의 1층인 세립미사장석질암, 석영미사장석질암, 투각섬석녹염석질암, 대리암, 자철광층과 2층인 조장석질암, 석영미사장석질암, 녹니석질암, 대리암 및 운모규질편암과는 서로 접한다.
관입암체는 흑운모화강암, 각섬석화강암, 우백화강암 및 거정암으로 되어있다. 흑운모화강암은 관입암체를 이루고 있는 기본 암석이며 각섬석화강암은 각섬암의 포로체주변에 있다. 우백화강암과 거정암은 관입암체의 주변부에 있다. 이 밖에 전기석화강암이 있는데 이는 불규칙한 공소 또는 균열을 따라 맥상으로 발달하고 있다.

#### 삼하관입암체
삼하관입암체는 덕현관입암체의 북동쪽인 의주군 삼하리, 추리. 중단리와 삭주군 내옥리 일대를 포괄하는 지구에 드러나 있다.
그 모양은 평면에서 북동-남서방향으로 늘어난 타원형이며 암체의 크기는 길이 15 km, 너비 6 km이다.
축척 1:20만 신의주, 창성, 초산 도폭 조사시 처음으로 리원암군으로 설정되었다. 그러나 단천암군으로 분류하는 견해도 있다.
관입암체의 관입접촉면은 의주층군이 놓인 것과 거의 같은 방향으로 놓여있는데 관입암체의 서쪽은 동쪽으로 40-60˚로 비탈져있고 관입암체의 동쪽에서는 동으로 30-40˚ 비탈져있으며 남과 북에서는 북쪽으로 40-50˚ 비탈져있다.
관입암체의 가운데 부분인 소추골과 쇄추골 사이에 의주층군의 2층 암석들이 지붕을 이루고 있으면서 완만한 향사구조로 동쪽으로 비탈져있다. 또한 서쪽 변두리에서 뚫은 시추공에서 볼 때 위쪽은 화강암, 밑은 배태암층이었다. 이에 근거하여 관입암체는 북동방향으로 관입한 층상암체로 보여진다.
관입암체 안에는 포로암이 아주 많은데 주로 각섬암과 각섬편암이고 대리암이 약간 있다. 포로암은 일반적으로 북동방향으로 배열되어 있다.
관입암체에 의해 배태암은 사문석화작용, 활석화작용, 스카른화작용을 받았다.
삼화관입암체는 흑운모화강암, 각섬석화강암, 우백화강암, 전기석화강암, 거정화강암으로 되어 있다.

#### 룡암포관입암체
룡암포관입암체는 룡천군 진흥로동자구를 중심으로 드러나있는데 북동방향으로 늘어진 타원모양이며 길이는 4 km, 너비는 2 km이다.
축척 1:20만 안주, 선천 도폭 조사시 처음으로 리원암군에 소속되었다.
이 관입암체는 진흥로동자구, 중흥동, 린대산 부근에서 배태암쪽인 북서로 50-70˚ 비탈져있으며 그 남서부는 주라기 상세층인 신의주통과 구조접촉하고 있다.
관입암체의 화강암류는 편마상을 이루며 관입암체 주변의 배태암은 혼성암화되었다.
관입암체 안에는 결정편암류, 각섬암, 탄산염암의 포로암들이 많이 들어있는데 배태암의 놓인 방향과 같은 북동방향으로 놓여있다. 포로암인 탄산염암은 사문석화 또는 스카른화되었다. 포로암의 경계는 분명히 드러나며 포로암이 탄산염암인 경우에는 석영이 적어지고 유색광물이 많아지면서 점차 넘어가는 관계를 보인다.
관입암체는 우백화강암과 약간의 각섬석화강암으로 이루어져있는데 우백호강암은 관입암체의 내부에, 각섬석화강암은 관입암체의 주변부에 있다.

#### 영산리관입암체
영산리관입암체는 천마군 영산리 소광골과 서고리 광골 사이에 드러나있는데 북북동방향으로 늘어진 모양을 이룬다. 그 크기는 길이 3 km, 너비 1.2 km이다.
이 관입암체는 축척 1:20만 초산, 창성, 신의주 도폭 조사시 리원암군으로 설정되었다.
이 관입암체는 동서 접촉부가 배태암과 같은 방향으로 30-60˚로 누워있으며 남과 북에서는 남쪽으로 누워있는 불규칙한 모양을 나타낸다.
관입암체는 하부원생대 의주층군을 뚫고 있는데 동쪽인 서고리 부근에서는 규질편암, 각섬편암의 혼염암과 접하고 서쪽인 영산리 소광골에서는 각섬암, 각섬편암과 접하며 남서쪽에서는 혼성암화된 규질편암을 뚫었다.
관입암체 안에는 각섬편암, 흑운모규질편암, 각섬암의 포로체들이 들어있다. 이 포로체들은 길이 수 m-150 m, 너비 수 m-50 m이며 북동방향으로 늘어져있다. 규질편암 포로체들은 암체의 내부에 많고 각섬암과 각섬편암의 포로체들은 관입암체의 서쪽과 북쪽의 내부접촉대에 많다.
관입암체 두리에서 배태암층이 받은 접촉변성작용은 동화혼염암화작용과 스카른화작용이다. 동화혼염암화작용은 관입암체의 남서쪽과 동쪽에서 볼 수 있으며 스카른화작용은 서쪽과 북동쪽에서 볼 수 있다.
관입암체는 주로 중세립흑운모화강암으로 이루어졌고 관입암체의 변두리에는 세립흑운모화강암이 있다.

#### 북상관입암체
북상관입암체는 우시군 북상리와 북하리 일대의 압록강 유역에 드러나있다.
이 관입암체는 북서방향의 단층에 의해 잘려 한 토막은 북상리 부근에서 활모양을 이루며 북동방향으로 놓여있고 다른 하나는 북하리 부근에서 거의 동서방향으로 늘어진 모양으로 놓여있다.
이 관입암체는 축척 1:20만 초산, 창성, 신의주 도폭 조사시 처음으로 리원암군으로 소속되었다.
관입암체는 습곡기반의 편리방향을
따르는 정합적 관입체로서 남쪽은 편마암류와 접하면서 배태암층에 주입작용을 세게 주었고 북쪽은 백암기봉천봉통과 구조접촉한다.
관입암체는 배태암의 편리를 자르고 있는데 관입암체의 북동쪽에서는 동서로 주향을 가지고 남서쪽에서는 북동쪽으로 주향을 가지면서 북으로 65-80˚ 경사지고 있다.
관입암체 안에는 각섬암, 대리암, 혼성암, 흑운모편마암, 규암 등의 포로체들이 들어있는데 그 가운데서 각섬암이 가장 많다. 포로암들은 관입암체의 편리와 같은 방향으로 늘어져있으며 변성광물은 포함하고 있지 않다. 대리암과 혼성암의 포로암에서는 작은 습곡들이 나타나고 있다.
북상관입암체는 북상리 북쪽에서는 세립전기석우백화강암이, 북상리 가운데서는 미세립편마상전기석화강암과 세립편마상전기석흑운모화강암이, 남쪽으로 가면서는 육홍색편마상전기석화강암이 많이 난다. 이 암석들은 서로 점차적으로 넘어가는 관계에 있다. 북상리 남쪽의 육홍색편마상전기석화강암은 배태암과의 관입접촉부로 나가면서 입도가 커지면서 육홍색장석이 많은 거정암질로 넘어가며 그 외 외부접촉대에는 거정암맥이 많이 주입되었다.

#### 벽단관입암체
벽단관입암체는 벽동군 송이리와 송사리의 압록강 유역에 드러나있는데 약 2.5 km2의 넓이를 가지고 있다.
관입암체는 시생대 련화산암군의 조립반상변정화강암을 관입하고 있으며 동쪽은 구조접촉한다.
관입암체는 흑운모화강암과 각섬석화강암으로 되어 있으며 관입암체 안에는 자철광 광체가 포로체로 들어있다.

#### 룡상관입암체
룡상관입암체는 초산군 룡상리 안찬동의 압록강 기슭에 약 3.3 km2의 면적으로 드러나있다.
이는 축척 1:5만 우시도폭 조사시 처음으로 리원암군으로 설정되었다.
관입암체는 평면상에서 동서방향으로 불규칙하게 늘어지는 타원형이다.
이 관입암체는 련화산암군을 뚫고 있으며 북서 및 북동 방향의 단층에 의해 시생대 관입암류와 퇴적변성암류, 중생대층과 접촉하고 있다. 그리고 서쪽에서 압록강암군에 의해 뚫렸다.
관입암체 안에는 각섬암, 흑운모편마암, 대리암 등의 포로암들이 관입체의 편리와 같은 방향으로 놓여있다.
룡상관입암체는 미세립편마상전기석화강암, 세립편마상전기석흑운모화강암으로 이루어져 있다.

## 참고 문헌
- 조선지질구성 4. 류종락 외, 공업출판사. 1990